# 水丰水库
水丰水库（朝鲜语：／）位于中国辽宁省丹东市宽甸满族自治县和朝鲜平安北道的鴨綠江上。距下游太平湾水电站29.5km，下游距丹东市区70公里。是东北最大的水库，鸭绿江国家级风景名胜区的组成部分之一。1937年至1941年建设时为世界第四大水电站。

## 技术概况
水丰水电站为中朝两国共有，业主为中朝鸭绿江水力发电公司。水丰水电站由砼重力大坝、左岸坝后式厂房、右岸筏道和右岸垭口上的副坝（非常溢洪道）组成。水丰大坝为砼重力坝，长899.5米（分为60个坝段），坝高106.6m，坝顶高程126.4m，防浪墙高4.6m。大坝基础主要是花岗片麻岩，伟晶花岗和斑岩。主坝上游面在高程85m以上为垂直立面，以下为1:0.05的斜面。主坝下游面是1:0.78的斜面。非溢流坝段顶部高程126.4m，宽8.5m，恢复改建时在迎水面加了厚1.5m、高4.6m的挡水墙兼防浪墙，顶部高程131.0m，按设计可防御千年一遇设计洪水与万年一遇校核洪水。
- 左岸非溢流坝段长370m，有7条5.0m直径压力钢管引水，进水口底坎高程63.3m，高7.2m，进水口前有拦污栅，顶部高程80.4m，拦污栅后为定轮平板工作闸门，由坝顶的固定式卷扬机启闭。引水钢管末端有蝴蝶阀。电站设计水头77.0m，最大水头93.4m，最小水头66.0m。坝后式厂房位于河床左侧朝方境内，长174m，宽23m，高51.2m。安装7台混流式水轮机，机型为P0577，出力10.5万kW。悬吊式三相发电机，出力10万千瓦，电压16.5kV，多年平均发电量36.8×108kw·h。1、4、5号发电机为50Hz，向中国送电。3、6、7号发电机为60Hz，向朝鲜送电。2号发电机为可变频率50/60Hz，可向中、朝两国送电，用于事故备用、检修备用、双方各半使用。变电站位于厂前的尾水平台，主变压器1～4号为日制三相变压器，每台容量10万kV·A；5～7号为苏制单相变压器组，每组容量为10万kV·A。[2]开关站在厂前道路两侧，分220kV50Hz、60Hz开关站和66kV开关站。
- 河床溢流坝长390m，有26个开敞式溢流孔，每孔宽12m，高7.3m，溢流堰顶高程116.0m，设有12.0m×7.3m平板定轮闸门，闸门的操作经栈桥上3台卷扬机启闭。最大泄量37650m3/s。当水库达到正常高水位123.3m时，库水位与闸门顶高程平齐；为防止闸门顶过水，水位达到123.3m即开闸防水。溢流坝的底部有50m×390m的护坦，末端尾部有2.2m的三角消力鼻坎。
- 右岸非溢流坝段长141m，有5个不同高程的隧洞式流筏孔，每孔宽6m，高7.05m。已经用混凝土封堵。
- 右岸副坝位于中国境内据大坝1500米的垭口处（哑巴沟）。设有18个开敞式溢流表孔作为备用溢洪道，每孔宽9m，高10m，溢流堰顶高程116.0m，设有平板闸门，由栈桥上的2台卷扬机进行闸门操作。最大泄量17046m3/s。在库水位125m时使用非常溢洪道。水位在126m以上时，非常溢洪道闸门全部打开。坝前地面高程113.8m。

大坝的设计洪水标准为千年一遇，设计洪峰流量50200m3/s，设计洪水位127.4m。校核洪水标准为万年一遇，校核洪峰流量63100m3/s，校核洪水位130.45m。这是根据下游太平湾水电站大坝1996年复核的数据。
库区多年平均年径流量256亿m3。水库正常蓄水位123.3m，相应库容121.1亿m3。死水位95.0m，死库容41.8亿m3。调节库容79.3亿m3。防洪库容25.31亿m3。总库容149亿m3。具有多年调节性能。

## 歷史

朝鮮國徽上採用水丰水库作為主圖

朝鮮總督府早在1929年就规划开发了支流赴战江梯级水电站，后又陆续开发了长津江、虚川江梯级水电站。

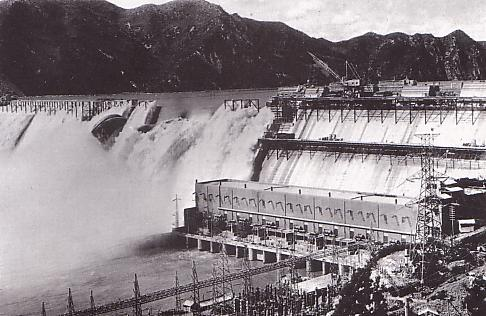
建设中的水丰水库（1942年7月）

为满足满洲产业开发五年计划的用电需求，决定建设水丰水电站与丰满水电站。并规划在鸭绿江干流修建厚冒 (15.5万kW)、臨江 (9.5万kW)、慈城 (10.4万kW)、輯安 (23.4万kW)、渭原 (18.4万kW)、水豊 (70.0万kW)、義州 (17.3万kW)等梯级电站。1937年7月28日，满洲国、朝鲜总督府签订《关于鸭绿江及图们江发电事业备忘录》，在鸭绿江朝鲜水丰洞侧与中国拉古哨侧拦江筑坝，修建水丰发电厂，总投资5,000万日元，双方各半，朝鮮鴨緑江水力電気株式会社、満州鴨緑江水力電気株式会社成立“鸭绿江水力发电株式会社”，社长野口遵，出资方为东洋拓殖株式会社、朝鮮水電、朝鮮送電、满洲国政府。1937年9月水豊発電所开始建设，建設費1億4000万日元，由間組承建左岸堰堤、発電所、鉄道、道路，西松組承建右岸堰堤、鉄道、道路，松本組承建鉄道。满铁修建了安仁线（安东至桓仁）灌水站至上河口站铁路；鲜铁修建了定州至水丰的平北線。水豊発電所装机7台10万千瓦发电机组，其中3台50Hz向满洲供电，3台60Hz向朝鲜供电，1台50/60Hz双频为维修备用。7台弗朗西斯式水轮机由電業社機械製作所制造。8台10万kVA変圧器由東京芝浦電気制造。7台10万kVA竪軸発電機(極数48、50/60 Hz、16500V)是当時世界最大容量，其中5台由東京芝浦電気、2台由西门子公司制造。1941年8月2日，临时导流渠关闭，大坝开始蓄水，8月26日水位上升30m时，第一台发电机向满洲输送电力。8月30日第二台发电机向朝鲜输电。1940年满洲鸭绿江水力发电株式会社成立安东220千伏建设事务所，着手建设水丰发电站至安东一次性变电所的水东线（水丰—安东）和水丰发电站至鞍山一次性变电所的水鞍线（水丰—鞍山），1942年竣工，水丰电厂开始向安东供电，同时安东发电所停止运行。1941年12月水丰电站又将水安线向大连延伸，同年12月8日在安东市举行隆重的开工仪式，两城市做了分工，安东方面负责安东至周家沟的线路安装，大连方面负责周家沟至大连的线路安装。耗资1300万日元，1942年12月8日水丰发电站正式向大连供电。1943年大坝建成，设计洪峰流量41000m3/s。到1944年2月，已有六台发电机投入运行。但由于战争影响，西门子负责制造的五号发电机组没有到货；已安装6台发电机和7台水轮机。1944年安装了防空设备和鱼雷防护浮架。 以220千伏双回线路向鞍山、安东、大连供电；以220千伏三回线路向平壤、汉城、新义州供电；以66千伏四回线路向清水、义州供电。
二战结束后，苏联红军接管，拆走了三号与四号机组，用于额尔齐斯河上游的一座水电站。
由于大坝混凝土未考虑冻融，整个溢流面和上游水位变化区的大坝坝面破损很快。1945年汛期泄流12200m3/s，1947年汛期泄流9800m3/s，溢流面遭到普遍破坏，破坏深度在10cm以上的部位200多处，总破坏面积13 000m2，破坏平均深度达15cm，最大深度达2.5m，冲掉混凝土达2万m3，消力池结构破坏更加严重，最大冲深达4.8m。
由于副坝部分是在冬季浇筑的，受冻质量很差。1946年汛期放水仅为2787m3/2，溢流面和反弧段遭到很大破坏，不能继续使用。1947年5月，安东市解放，水丰水电站恢复向安东的供电。
朝鮮戰爭时，水丰水电站大坝、厂房遭到美军长期重点轰炸。1952年6月23日，美军发动了对水丰、丰山、赴战江梯级水电站及长津四地的水力梯级发电厂共13座电站的毁灭性轰炸。从菲律宾海号、普林斯顿号、拳击手号和好人理查德号航空母舰起飞的战机从1500米馬養島上空附近侵入北朝鲜以避免雷达识别。在水丰以东约80公里处爬升到3000米高度并高速接近目标。远东空军派出84架F-86佩刀战斗机到鸭绿江边境的米格走廊掩护制空。海军的35架F9F美洲狮攻击机在16:00攻击大坝周围的高炮阵地，35架A-1天袭者攻擊機在约2分钟内俯冲轰炸向水电站大坝投下81吨炸弹。17:00，从大邱起飞的远东空军79架F-84战斗机和45架F-80战斗机投下了145吨炸弹。同时，远东空军第18战斗轰炸机大队的52架P-51野马戰鬥機与南非空军的第2中队攻击赴战江梯级水电站第3、第4电站；陆战队的40架A-1、F4U攻击了长津4号电站，38架F9F攻击了长津3号水电站。海军的102架F4U、18架F9F、18架A-1袭击了赴战2号、3号水电站。19:00，两架RF-80侦察机在6架F-86的护航下拍照，评估电厂受损情况。第二天早晨，远东空军的F-84战斗机和普林斯顿号及好人理查德号航母起飞的A-1天袭者攻擊機再一次袭击水丰并摧毁了大部分发电设备；而拳师号与菲律宾海号航母派机攻击丰山；下午普林斯顿号航母派机队攻击丰山，而拳师号及另外两艘航空母舰则攻击江原道各地的发电厂。两日对水库攻击共摧毁11座电站，重创两座，全部电站均因此无法运作，使朝鲜损失了90%电力供应，并停电两星期；而中国东北损失约23%电力供应。在确认水丰水电站部分恢复发电后，1952年9月12日至13日美国战略空军轰炸水丰。 29架B-29包括4架装有干扰装置的B-29轰炸机，于9月12日19:00从嘉手纳空军基地起飞，23:55抵达水丰并投下炸弹。由于结冰坠毁和被击落，这次轰炸作战损失了2架B-29。左岸挡水坝段弹坑28个，坑深0.5至3.0m，最大弹坑被炸掉混凝土达7m3，受影响的混凝土量达9200m3。1953年2月15日、5月10日和6月7日的小规模袭击后，从发电机组尾水的流量推测，第一、第二号机组仍在发电。
1955年4月17日中朝两国政府签定《关于鸭绿江水丰水力发电厂的协议》，5月7日签订《关于中朝鸭绿江水丰水力发电公司议定书》，共同经营水丰发电厂，双方共同投资维修和改建，电量各半分配。理事会两国各派一名理事长，三名理事（生产理事、财务理事、基建理事），每年召开一次理事会议。理事会下设中方业务处（设在东北电力集团内）、朝方业务处。中朝鸭绿江水丰水力发电公司后来改名为中朝鸭绿江水力发电公司，1988年改名为中朝水力发电公司。1955年10月苏联列宁格勒水电设计局提出了水丰水电站恢复改建的初步设计（即“以一〇一设计”），后又增加第二期工程（即增加安装五号机组）：
- 修复六号、七号水轮机组
- 修复七号三相10kVA变压器
- 新装五号、六号、七号三组十相（包括备用相）双卷和三卷变压器
- 新装三号、四号、五号水轮发电机组
- 重建220kV50Hz、60Hz系统和66kV系统开关站
- 新建副厂房和中央控制室
- 大坝加高加固，溢流坝面补修、新建溢流坝消力鼻坎
- 副坝重建（原来的20孔改为18孔），堰顶高程由112.5m提高到116.0m，长度延长了26.15m。设置了3个廊道。最下面的3号廊道的底板高程85.52m处设置了排水孔。在挑流鼻坎上增设了分水（消力墩）结构。延长后的最低岩石高程与坝顶高程相差41m。几乎是把副坝重新修建。

施工中，对大坝修复加固，对帷幕补强灌浆并作排水设施。大坝上游面高程100m开始浇筑了一层厚1.5m的抗冻保护层，下游面在温度伸缩缝处设排水槽。对溢流面补修新混凝土厚1.5m，并铺设钢筋网。1956年三号、四号机组恢复发电。1957年7月，七号机组恢复发电。1958年8月30日五号机组恢复发电，水丰恢复改建工程基本竣工，实际总投资144 159 562元；除大坝质量稍差外，其余一般都合乎设计要求。全部7台机组投产运行。1958年9月举办竣工典礼。
水丰水电站对中国东北供电量相当于丰满水电站、镜泊湖水电站的总和。1966年以前，水丰水电站对中国供电量相当于东北水电站总发电量的45.38%。云峰水电站投产后，鸭绿江水电供电量占东北水电发电量的49.04%。白山、红石水电站发电后，鸭绿江水电供电量仍占36.01%。
1965年12月中朝鸭绿江水利发电公司理事会四届三次会议作出决议：“同意朝方提出的水丰发电厂水库正常高水位从122.5m抬高到123.3m。”响应多蓄水2.9亿m3，增加发电量0.78亿千瓦时，增加保证出力10MW。后来朝方在大坝闸门顶部焊接了0.6m高的钢板，实际上把正常高水位抬高到123.9m运行。
1970年出现历史最低水位78.45m。
由于水丰水电站的装机利用小时数高达平均每年6240小时，1971年3月17日中朝鸭绿江水力发电公司理事会监事会第四届第六次会议决定中朝双方各自在自己一侧扩建一座150MW地下电站，同时兼有调峰、备用、战备、汛期弃水期发电任务。水丰水电站的总装机容量将达90万千瓦。 中国建设的长甸水电站，由东北水电勘测设计研究院1973年开始勘测设计，1980年12月完成初设，引水隧道长1499m，纵坡为0.52%，直径8.2m；调压井下室内径20m，上室内径32m，井高67.9m；地面厂房、地面变电站。1982年至1985年上半年为电站施工准备阶段，1985年9月25日主体工程开工，厂房及变电站开始明挖，1986年4月开挖工作全部完成，开始浇筑砼，1989年10月9日机组正式并网运行，1996年竣工验收。电站安装两台HL200-LJ-380混流式水轮发电机组，单台7.5万千瓦，共15万千瓦。 朝方于六十年代末开始建设100号地下电站，装机3台50MW机组，第一台机组1997年11月安装完毕。
1973年发电56.57亿千瓦时，利用小时8979，发电用水278.0亿m3.
1988年2月23日至1989年7月24日长达518天在死水位以下运行。
1995年7月25日至8月24日一个月，丹东地区出现了8次暴雨过程。7月25日至8月8日半个月时间，出现了5次大暴雨，全市56座水库全部溢洪，各江河水位急剧上涨。 8月8日鸭绿江干流上的水丰电站水库，最大入库流量25750立方米每秒，严重超蓄，主坝26孔闸门、副坝4孔闸门全部开启泄洪，最大泄量18700立方米每秒，加上区间暴雨形成的径流，鴨綠江下游荒沟水文站、丹东潮位站最大洪峰流量分别为28500、33200立方米每秒，为有记载以来的历史上第三位和第一位大洪水。为了确保丹东市城区安全，辽宁省防汛指挥部、东北电业管理局关闭桓仁水库、云峰水庫泄洪闸门，减少3000立方米每秒泄量。丹东市组织沿江地区6万多军民护堤抢险。8月9日出现有史以来最高水位125.63m。泄洪造成左岸的挡墙和进厂公路全部破坏，右岸长甸电厂的挡墙和进厂公路被破坏。副坝是1995年改建后第一次泄洪，开4孔泄流量2000m3/s，冲毁下游123户房屋1000亩耕地。
经过70年运行，水丰水电站大坝与副坝存在的主要问题：
- 坝体混凝土老化
- 溢流坝面严重破损
- 大坝上下游面腐蚀严重，钢筋裸露。
- 副坝3号廊道被水淹没
- 尾水闸墩破损严重
- 观测设备十分落后，资料严重不全
- 洪水问题

2009年8月15日，中朝水力发电公司在辽宁省丹东市举行水丰水电站防洪设施改造工程开工仪式。中朝水力发电公司中方理事长、国家电网公司副总经理舒印彪，朝方理事长、朝鲜电力工业省副相金万寿在开工仪式致辞中回顾了中朝两国电力部门长期友好合作事业，并对顺利做好水丰大坝防洪设施改造工程提出了要求和希望。本次改造工程由东北电网公司负责，其工程的施工组织管理委托太平湾发电厂负责。2010年汛期水位连续79天超过泄流堰顶高程116m，洪水顺溢流堰面自流192亿m3，其中副坝提闸3孔泄流0.34亿m3。2010年12月28日，施工人员对水丰水电站副坝的12孔工作桥进行爆破拆除，更换泄洪闸门新设备，在高程132m平台安装2台2×630kN单向门机并配自动抓梁，更换18扇工作闸门。主坝的工作闸门与埋件、启闭设备（3台2×630kN单向门机并配自动抓梁）与轨道、金属结构设备重新布置。2011年6月28日，中朝水力发电公司水丰水电站防洪设施移交使用庆典仪式在辽宁丹东举行。水丰水电站防洪设施改造工程在历经682天施工后，金属结构部分现已满足既定目标，主坝、副坝闸门操作权顺利移交朝鲜使用
2018年1月27日，入选中国工业遗产保护名录（第一批）名单。